# Pelle Gunnerfeldt
Pelle Gunnerfeldt ist Produzent, Mixer und Musiker aus Schweden.

## Leben
Die Wurzeln Gunnerfeldts sind im Punk und Hardcore der 80er Jahre zu suchen. 
Bekannt wurde er auch als Gitarrist in der Band Fireside, deren Alben er sowohl mixte als auch produzierte und in welcher Kristofer Åström Gesang und Gitarre übernahm. 
Darüber hinaus arbeitete er für Bands wie Refused, The International Noise Conspiracy und The Hives.

## Diskografie (Auswahl)
- 2008: Disco Ensemble - Magic Recoveries (Produktion, Mix)
- 2007: The Hives – The Black And White Album (Mix)
- 2007: Moneybrother – Mount Pleasure (Produktion, Recording, Mix von 3 Titeln)
- 2006: Disco Ensemble – First Aid Kid (Produktion, Engineering)
- 2005: The Robocop Kraus – They think they are the Robocop Kraus (Produktion, Mix)
- 2004: The Hives – Tyrannosaurus Hives (Produktion, Engineering)
- 2000: The International Noise Conspiracy – Survival Sickness (Mix, Engineering)
- 1996: Refused – Songs To The Fan The Flames Of Discontent (Produktion, Mix)